# Ceratostylis loheri
Ceratostylis loheri är en orkidéart som beskrevs av Louis Otho Otto Williams. Ceratostylis loheri ingår i släktet Ceratostylis och familjen orkidéer. Inga underarter finns listade i Catalogue of Life.